# Les Closh au flop 50
Les Closh au flop 50 est un album de bande dessinée humoristique de Ben Radis et Dodo, paru en 1989. C'est le cinquième album de la série Les Closh.